# 佩爾維爾 (肯塔基州)
佩爾維爾（英語：Pellville）是位於美國肯塔基州漢考克縣的一個非建制地區。

## 地理
佩爾維爾所處的海拔為高於海平面168米（即551英呎），而該地所採用的時區為UTC-6，即北美中部時區（CST）。同時該地設有夏令時間，為UTC-6調快一小時，即UTC-5（CDT）。